# Sherbrooke
Sherbrooke è una città del Canada localizzata nell'estremo sud della provincia del Québec, vicino alla frontiera degli Stati Uniti, è attraversata dal fiume Magog. 
Nel 2010 la popolazione di Sherbrooke contava circa 155 583 abitanti, il che la rende la sesta città più grande del Québec e la trentesima più grande del Canada. La città attuale ha una superficie di 353,46 km².

## Storia
La regione di Sherbrooke è stata abitata per lungo tempo dagli abenachi, una popolazione nativa algonchina, che chiamava la regione Ktineketolekwac (in italiano: «Grandi biforcazioni»).
La città fu fondata nel 1802 da Gilbert Hyatt, un lealista immigrato dallo stato di New York dopo la guerra d'indipendenza americana e chiamata Sherbrooke in onore del governatore britannico della Nuova Scozia, John Coape Sherbrooke.

## Monumenti e luoghi d'interesse

### Architetture religiose
- Basilica cattedrale di San Michele
- Chiesa di San Giovanni Battista

### Architetture civili
- Municipio di Sherbrooke

## Società

### Evoluzione demografica
Nonostante il nome anglofono e il fatto di essere stata una città di lingua inglese fino al XIX secolo, Sherbrooke è oggi una città francofona. Il francese è infatti la lingua madre di circa il 90% dei residenti e costituisce la lingua ufficiale della città. Sono poi presenti una minoranza di anglofoni (circa il 4% della popolazione) e una piccola minoranza italiana di circa 1 500 abitanti (1% della popolazione).

## Curiosità
La città di Sherbrooke è stata scelta per essere uno dei principali luoghi di ambientazione della serie animata Martin Mystere, prodotta dalla compagnia francese Marathon Group e ispirata all'omonimo romanzo.